# Ichikawa Danjūrō VII
Ichikawa Danjūrō VII  (七代目 市川 團十郎?, Shichidaime Ichikawa Danjūrō), noto anche con lo pseudonimo di Sanshō (Edo, 1791 – Edo, 23 marzo 1859), è stato un attore kabuki appartenente alla prestigiosa linea di attori degli Ichikawa Danjūrō. Come tutti i membri di tale linea, era specializzato in ruoli tachiyaku, interpretati nello stile aragoto, di cui si dice sia stato il più grande interprete del XIX secolo.
A lui si deve anche la creazione del Kabuki jūhachiban, una raccolta delle diciotto più grandi opere della tradizione kabuki.

## Nomi
Così come molti altri attori kabuki, anche Danjūrō VII ha adottato diversi nomi nel corso della sua carriera. Egli iniziò il suo percorso teatrale come Ichikawa Shinnosuke I per poi diventare, di lì a poco, Ichikawa Ebizō V e infine, a nove anni, assumere il nome di Ichikawa Danjūrō VII. L'attore, che talvolta ha anche usato il nome di Ichikawa Hakuen II, era anche membro della gilda dei Naritaya e poteva quindi anche essere chiamato con quel nome (o yagō), in particolare come Naritaya Shichizaemon II.
Come molti altri attori, anche Danjūrō VIII si è dilettato nella scrittura, componendo testi con il nome d'arte (cui, nel caso degli scrittori, ci si riferisce con il termine haimyō) di Sanshō o di Ichikawa Jukai I. Da quando il nome del mon della famiglia Ichikawa è diventato "Mimasu"  (三升?), molti attori della linea dei Danjūrō hanno utilizzato "Mimasu" o "Sanshō", come pronuncia alternativa degli stessi kanji del loro haimyō.

## Discendenza

Il mon della famiglia Ichikawa.

Contrariamente a molti attori kabuki, che sono stati adottati dalle varie famiglie teatrali, Danjūrō VII era un discendente diretto di Ichikawa Danjūrō I, in quanto figlio di una figlia di Ichikawa Danjūrō V. Anche molti dei suoi figli seguirono la carriera teatrale, tra cui Ichikawa Danjūrō VIII, Ichikawa Danjūrō IX, Ichikawa Ebizō VII, Ichikawa Ebizō VIII, Ichikawa Komazō VI, Ichikawa Saruzō I e Ichikawa Kōzō.

## Vita e carriera
Nato a Edo, la capitale del Giappone, nel 1791, il futuro Danjūrō VII era figlio di una figlia di Ichikawa Danjūrō V mentre suo padre era proprietario di un negozio di tè posto all'interno di un teatro) e si dice fosse stato anche un musicista e un samurai di basso rango. Danjūrō VII apparve sulle scene quando era ancora molto piccolo, venendo introdotto nel mondo teatrale a tre anni di età come Ichikawa Shinnosuke I durante la kaomise, ovvero la cerimonia in cui veniva presentata la compagnia di attori per l'anno successivo, ed a sei anni egli assunse il nome di Ichikawa Ebizō V.
L'anno seguente fece il suo vero e proprio debutto interpretato il famoso ruolo dell'imperatore bambino Antoku in una rappresentazione dell'opera Yoshitsune Senbon Zakura tenuta al teatro Nakamura-za. Suo padre adottivo, Ichikawa Danjūrō VI, morì nel 1799, e l'allora Ebizō V fu ufficialmente designato a diventare il suo successore nella linea dei Danjūrō, uno dei più grandi onori che un attore kabuki possa ricevere. Così, nel 1807, un anno dopo la morte di suo nonno, colui che era stato Danjūrō V, Ebizō V assunse il nome di Danjūrō VII.
All'inizio degli anni 1810, Danjūrō VII si esibì al teatro Ichimura-za in diverse nuove opere dell'autore Tsuruya Nanboku IV e nel 1811 interpretò per la prima volta il ruolo di Sukeroku nell'opera Sukeroku Yukari no Edo Zakura assieme a Iwai Hanshirō V e Matsumoto Kōshirō V. Dopo la riapertura, nel 1815, del teatro Kawarazaki-za, Danjūrō VII iniziò nuovamente ad esibirsi lì, continuando a rimanervi, pur inserendo ogni tanto anche delle esibizioni all'Ichimura-za, per i decenni a venire e venendo sempre affiancato dai già citati Hanshirō, Kōshirō e dal famoso on'nagata Segawa Kikunojō V.
Nel 1832, durante la shūmei Danjūrō VII riprese il nome Ebizō V, lasciando il nome di Danjūrō a suo figlio di nove anni, che diventò per l'appunto, Ichikawa Danjūrō VIII. Negli anni, egli continuò la sua carriera finché, nel 1842 fu arrestato per aver violato alcune leggi suntuarie e venne quindi bandito da Edo, vedendosi inoltre distruggere la casa.
Negli otto anni successivi, Ebizō V si esibì a Kyoto e a Osaka finché, nel 1850, egli poté tornare a Edo per esibirsi al teatro Kawarazaki-za. Nel 1854, Ebizō partì per una nuova serie di esibizioni a Nagoya, Kyoto e Osaka. Lo stesso anni, mentre si trovava a Osaka con suo figlio, Danjūrō VIII, per preparare uno spettacolo, quest'ultimo si suicidò e fu trovato nella sua stanza d'albergo con i polsi tagliati.
Ebizō V rimase nell'area di Kamigata per diversi anni ancora per poi fare nuovamente ritorno a Edo. Nel gennaio 1859, durante una rappresentazione al teatro Nakamura-za, egli iniziò a sentirsi male e dovette abbandonare il palco, dovendo poi rimanere a riposo per quale settimana. Circa due mesi dopo, a marzo, era previsto un suo ritorno sulle scene con l'interpretazione del ruolo di Soga no Iruka nell'opera Imoseyama Onna Teikin, ma si sentì nuovamente male e infine, il 23 dello stese mese, morì.